# Conchylia nitidularia
Conchylia nitidularia är en fjärilsart som beskrevs av Achille Guenée 1858. Conchylia nitidularia ingår i släktet Conchylia och familjen mätare. Inga underarter finns listade i Catalogue of Life.